# Arpășel
Arpășel (węg. Árpád) – wieś w Rumunii, w okręgu Bihor, w gminie Batăr. W 2011 roku liczyła 864
mieszkańców.